# امبولوفاتی
امبولوفاتی (به لاتین: Ambolofoty) یک سکونتگاه مسکونی در ماداگاسکار است که در آتسیمو-آندرفانا واقع شده‌است.

## خصوصیات
امبولوفاتی ۸٬۰۰۰ نفر جمعیت دارد و ۳۸ متر بالاتر از سطح دریا واقع شده‌است.